# Войцех Радзивілл
Войцех Альберт Радзивілл (пол. Wojciech Radziwiłł; бл. 1476 — 15 квітня 1516) — державний та церковний діяч Великого князівства Литовського.

## Життєпис
Походив з литовського князівського роду Радзивіллів гербу Труби. Син Миколи Радзивілла, великого гетьмана литовського, та Софії Монивид. Народився близько 1476 року. Замолоду мав пристрасть до церковного життя. Здобув відповідну освіту. У 1502 році стає католицьким єпископом Луцька. Змінив ім'я на Альберт. Першим з Радзивіллів присвятив себе церковній кар'єрі.
У 1507 році призначається єпископом столиці держави — Вільно. Спрямував свої зусилля на ліквідацію залишків ідолопоклонства в Литві. Водночас відстоював інтереси католицької церкви перед світської владою. Домігся для неї значних привілеїв. Виступав за унію між католицькою та православною церквами.
Вільнюський собор Святих Станіслава і Владислава було прикрашено коштом Воцейха Альберта Радзивілла (мав значні володіння у Литві, Чорній Русі). З 1516 року звертався до Папського престолу щодо канонізації Казимира, сина великого князя та короля Казимира IV. Канонізація відбулася вже після смерті Радзивілла. Помер Войцех Альберт Радзивілл у своєму маєтку Вяркяї (неподалік від Вільно) у 1519 році.